# 1665년
1665년은 목요일로 시작하는 평년이다.

## 연호
- 동녕(東寧) 영력(永曆) 19년
- 청(淸) 강희(康熙) 4년
- 일본(日本) 간분(寛文) 5년
- 후 레 왕조(後黎朝) 까인찌(景治) 3년
- 막 왕조(莫朝) 투언득(順德) 28년

## 기년
- 동녕(東寧) 연평문왕(延平文王) 3년
- 류큐(琉球) 쇼시쓰왕(尚質王) 18년
- 청(淸) 성조 강희제(聖祖 康熙帝) 4년
- 조선(朝鮮) 현종(顯宗) 6년
- 후 레 왕조(後黎朝) 현종(玄宗) 3년

## 사건
- 아이작 뉴턴, 만유 인력 법칙 발견.
- 베이징에 지진 발생.[1]

## 탄생
- 2월 6일 - 스튜어트 왕조의 마지막 군주 앤 여왕

- 현종 3녀 명안공주

## 사망
- 1월 12일 - 프랑스 수학자 피에르 드 페르마.
- 11월 19일 - 프랑스 화가 니콜라 푸생.